# Victor Leksell
Victor Leksell (urodzony 4 kwietnia 1997 roku w Torslandzie) – szwedzki piosenkarz. Nagrał album studyjny Fånga mig när jag faller (2020).
W 2023 roku Victor Leksell współpracował z Basshunterem nad „Ingen kan slå (Boten Anna)”. Singel został odnotowany na czwartym miejscu szwedzkiej listy przebojów.

## Dyskografia

### Albumy studyjne
| Rok  | Dane dotyczące albumu | Najwyższe pozycje na listach | Najwyższe pozycje na listach |
| Rok  | Dane dotyczące albumu | SWE                          | NOR                          |
| ---- | --- | ---------------------------- | ---------------------------- |
| 2020 | Fånga mig när jag faller - Wydany: 17 czerwca 2020 - Wytwórnia: Sony Music - Format: Digital download, streaming, płyta długogrająca | 1                            | 3                            |

### Single
| 2018                         | „Vart du sover”                           | 49 | –  | –  |
| 2018                         | „Tappat”                                  | 6  | –  | –  |
| 2019                         | „Allt för mig”                            | 4  | –  | –  |
| 2019                         | „Klär av dig”                             | 8  | –  | –  |
| 2019                         | „Bra för dig” (Estraden)                  | 2  | –  | –  |
| 2020                         | „Svag”                                    | 1  | 18 | 1  |
| 2020                         | „Fantasi”                                 | 1  | –  | –  |
| 2020                         | „Gav allt” (Jireel, Reyn)                 | 4  | –  | –  |
| 2020                         | „Sverige” (Molly Sandén, Joakim Berg)     |    | –  | –  |
| 2021                         | „Tystnar i luren” (Miriam Bryant)         | 1  | –  | –  |
| 2021                         | „Snälla bli min”                          | 2  | –  | –  |
| 2021                         | „Eld & lågor”                             | 4  | –  | –  |
| 2022                         | „Hela världen är min”                     | 6  | –  | –  |
| 2022                         | „Leilo brenner” (Ramón)                   | 51 | –  | 17 |
| 2022                         | „Din låt” (Einár)                         | 1  | –  | –  |
| 2023                         | „Nätterna i Göteborg”                     | 1  | –  | –  |
| 2023                         | „Fånga mig när jag faller”                | 3  | –  | –  |
| 2023                         | „Ingen kan slå (Boten Anna)” (Basshunter) | 4  | –  | –  |
| „–” singel nie był notowany. |                                           |    |    |    |